# Vildsvin
Artikeln ger övergripande information om vildsvinet, för specifik information om det svenska beståndet se Vildsvin i Sverige. För andra betydelser se Vildsvin (olika betydelser).
Vildsvin (Sus scrofa) är ett partåigt hovdjur vars ursprungliga utbredningsområde sträckte sig från västra Europa till Sydostasien. Vildsvinet introducerades sedan i Nordamerika, Sydamerika, Australien och på många öar och har därför idag en nästan världsvid utbredning. Tamsvinet är den domesticerade formen av vildsvin.

## Vild eller tam
Globalt är definitionen av ett vildsvin på många platser flytande då det rör sig om samma art som tamsvin, även kallad gris. Tamsvin blir lätt förvildade, och vilda och tama svin runt om i världen parar sig med varandra och får avkomma. Indelningen grundar sig därför ofta på var populationen finns och vad man känner till om dess historia. Exempelvis kallas de vilda svinen på Nya Zeeland för Captain Cookers då de anses härstamma från svin som kapten James Cook tog med sig som gåvor till maorierna på 1770-talet. Ett annat exempel är vildsvin utplanterade i USA i början av 1900-talet som ibland parar sig med tamsvin som rymt från farmer varför det i Nordamerika inte finns någon tydlig gräns mellan vildsvin och tamsvin.

## Utseende och anatomi
En könsmogen hane kallas galt (äldre benämning orne) och är mellan 150 och 180 centimeter lång och 70 till 100 centimeter hög. Till längden ska läggas en omkring 25 centimeter lång svans. Den könsmogna honan kallas sugga och är betydligt mindre än hanen. Galten väger upp till 225 kilogram medan suggan väger mellan 70 och 140 kilogram; det förekommer dock mindre suggor med blott en vikt på 40–50 kilogram. En hona som ännu inte fött några kultingar kallas gylta.
Vildsvinets borst är mörkgrå till brunsvart och båda könen har uppåtböjda betar – galtarnas är avsevärt större än suggans. Vildsvinet har ganska dålig syn men god hörsel och ett extremt bra luktsinne. Svinen kan känna vissa lukter på 8 till 11 kilometers håll.
Det finns rapporter från omvärlden om hybrider mellan vildsvin och tamsvin som vägt långt över 300 kg. Ett exemplar fick på grund av sin storlek namnet Hogzilla.
I genomsnitt överlever 60% av vildsvinen sitt första år, 20% når två år och mindre än 10% blir fyra år. Skansen uppger en medellivslängd på 10 år och Kolmården uppger att de lever i 10–15 år.

## Utbredning och systematik
Studier av MtDNA indikerar att vildsvinet härstammar från öar i Sydostasien som Indonesien Filippinerna, och som sedan spred sig till Eurasien och Nordafrika. De äldsta kända fossilen är funna i både Europa och Asien och härstammar från tidig pleistocen. Idag är dess närmaste släkting skäggsvinet som lever på Malacka och närliggande öar.
Vildsvinet förekommer naturligt i stora delar av Eurasien, Nordafrika och på Stora Sundaöarna. Människan har spridit djuret till många områden, som Nord- och Sydamerika, Australien och Nya Guinea, och idag är det ett av världens mest spridda däggdjur.
Beroende på definition delar man in vildsvinet i olika många underarter. Mammal Species of the World 2005 delar in vildsvin i 16 underarter som i sin tur delas in i fyra regionella grupper.
- Västlig: förekommer i Västafrika och Europa och omfattar S. s. scrofa, S. s. meridionalis, S. s. algira, S. s. attila, S. s. lybicus och S. s. nigripes.
- Indisk: förekommer i Mindre Asien och Indien och omfattar S. s. davidi och S. s. cristatus.
- Östlig: förekommer i Nordasien och Japan och omfattar S. s. sibiricus, S. s. ussuricus, S. s. leucomystax, S. s. riukiuanus, S. s. taivanus och S. s. moupinensis.
- Indonesisk: förekommer i Indonesien och omfattar endast S. s. vittatus, det mest basala taxonet och kan utgöra en egen art.

Det vetenskapliga släktnamnet Sus är latin för svin och artepitet scrofa är latin för en könsmogen sugga.

## Ekologi

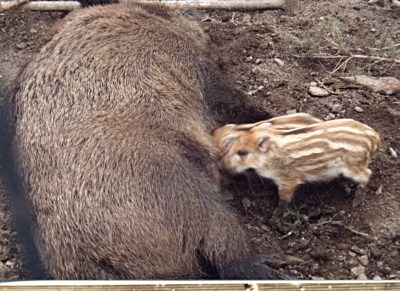
Hona med två kultingar.

Vildsvin är sociala djur och lever i flockar, oftast några honor med sina ungar. Hanarna lever ensamma och är välkomna i hjorden endast i parningstider som pågår från oktober till januari. Efter en dräktighetstid på ca 115 dagar föder honan vanligen 5–6 kultingar (ibland 8–9, väldigt sällan upp till 15) i en grop. Hur ofta suggan blir dräktig beror till stor del på tillgång på föda och hur klimatet ser ut. I områden med gynnsamma förutsättningar kan en sugga få två kullar per år, vanligast är dock en årlig födsel kring mars månad.
Då nya kultingar föds lämnar de ettåriga hanarna flocken för att bilda en egen galthjord där de sedan lever i som mest två år. Efter detta skiljs de åt och svinen går över till att leva ensamma livet ut. Detta med undantag för parningsperioderna då de tillfälligt lever ihop med en annan flock, dock underställda ledarsuggan som styr sin flock.
Vildsvinet är normalt nattaktivt men kan om det lever ostört vara aktivt och leta föda även på dagen. Ofta tar det sin daglega i en tät granplantering eller i våtmarker i närheten av odlad mark. I regel är vildsvinet extremt skyggt men det går inte att uttala sig globalt om detta, då vildsvin även omfattar förvildade tamgrisar eller vildsvin med stor del tamgrisgener, vilka är mycket mindre skygga för människan.

### Föda

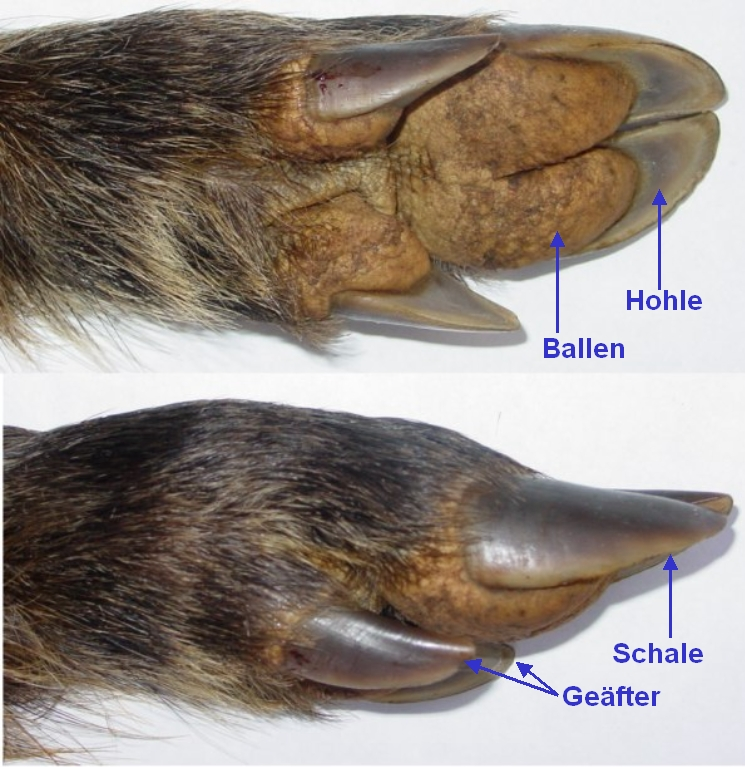
Vildsvinet tillhör de partåiga hovdjuren (Artiodactyla).

Vildsvin är allätare men 90 procent av deras föda består av vegetabilier. När de letar föda gräver de med trynet i marken och "bökar" upp jorden, ofta efter ek- och bokollon som är favoritmaten. Annan föda är majs, ärtor, potatis och spannmål, mask, möss, orm, rötter, bär och svamp. De äter också vattenväxter, as och ibland sopor.

## Människan och vildsvinet

### Skadedjur/nyttodjur
För det svenska beståndet av vildsvin, se Vildsvin i Sverige
Under letandet efter mat orsakar vildsvinen ofta skador för lantbruket, medan de samtidigt anses kunna vara till fördel för skogsbruket då de äter upp ansamlingar av skadeinsekter såsom barkborrar och bidrar till markberedningen genom sitt bökande. Därför är vildsvinet ett uppskattat vilt i skogarna i bland annat Tyskland och Tjeckien där det till och med utfodras av skogsägare och jägare. Dock jagas de hårt i ren jordbruksbygd då de bökar i åkrarna och förstör. Till skillnad från övrigt klövvilt angriper inte vildsvinet gran- och tallplantor och gör därför inte skada som till exempel älg och rådjur.
Generellt kan man säga ganska lite om vildsvinets skygghet eftersom olika populationer beter sig olika, bland annat beroende på hybridisering med tamsvin. Vanligtvis undviker de bebyggelse och flyr så fort det känner lukten av en människa.[källa behövs] I vissa områden där bestånden är stora observeras vildsvin nära människor och till och med inne i samhällen. Det finns fall där ett skadat vildsvin har anfallit människor då det blivit trängt. Totalt sett dödas ca 10 personer per år av vildsvin runt om i världen, vilket är något fler än t.ex. antalet dödliga hajattacker. 

### Vildsvin i kulturen

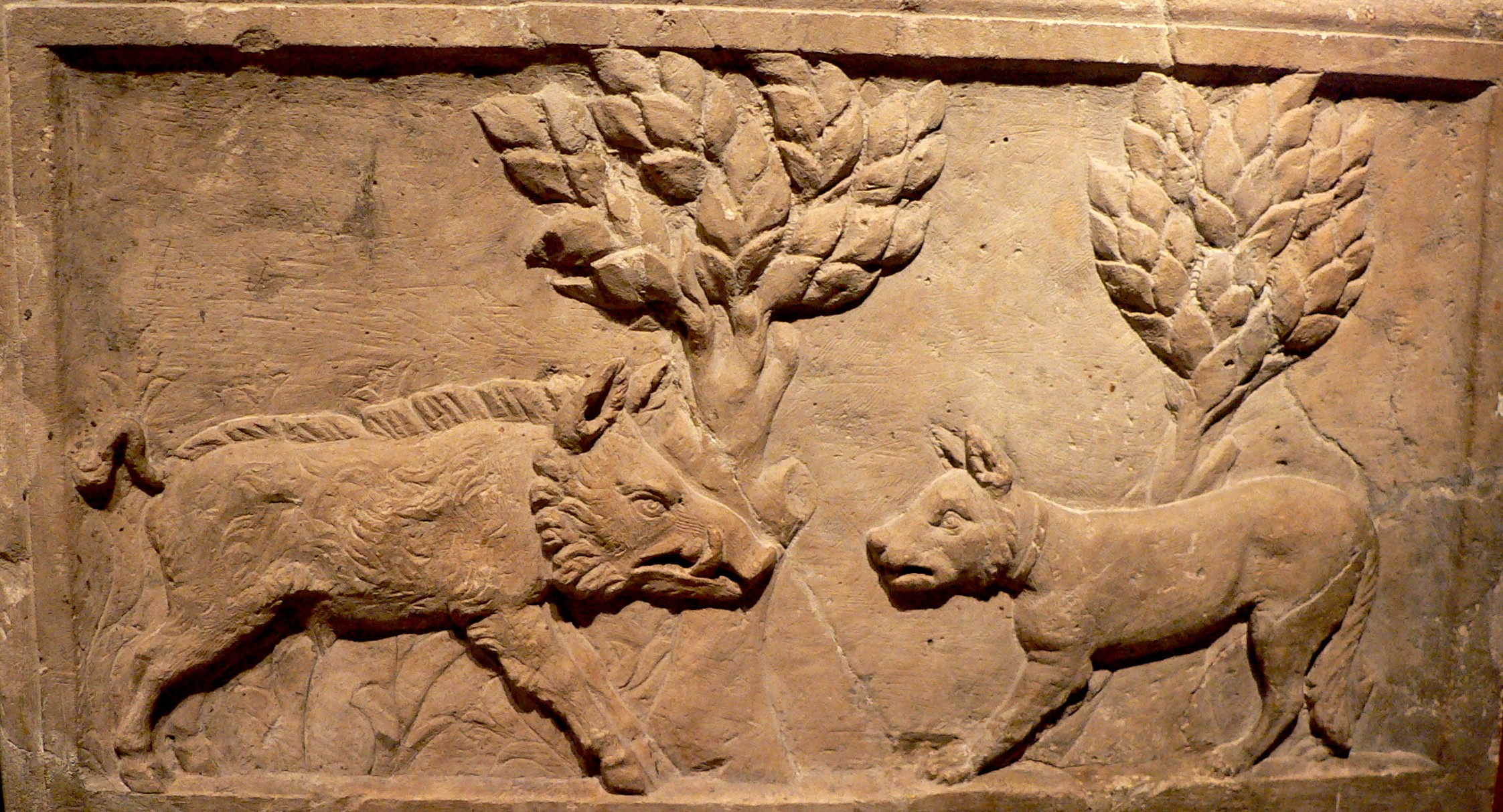
Romersk relief från cirka 200-talet av vildsvinsjakt med hund.

Det kraftfulla vildsvinet har länge tjänat som symbol inom många av jordens mytologier. I indisk mytologi har guden Vishnu en inkarnation av ett vildsvin som heter Varaha. Inom nordisk folktro fanns det ett mycket folkilsket vildsvin som hette Gloson som hade rakbladsvass borst. Inom grekisk mytologi dräpte Ares Adonis när han var förklädd till vildsvin.